# 7386 Paulpellas
A 7386 Paulpellas (ideiglenes jelöléssel 1981 WM) a Naprendszer kisbolygóövében található aszteroida. Oak Ridge Observatory fedezte fel 1981. november 25-én.